# Mørk energi
I de mest accepterede teorier om Universet, opererer man med det indtil videre hypotetiske begreb mørk energi. Denne energi kan ikke vekselvirke med elektromagnetisme og dermed ikke med fotoner og kaldes derfor mørk.
Et mindretal af forskere mener ikke, at mørk energi eksisterer.
Den mørke energi virker modsat tyngdekraften og virker i alle retninger. Begrebet er blevet indført, fordi man ellers ikke har en forklaring på, at universet ikke blot udvider sig, men udvider sig stadig hurtigere og hurtigere. (Mørk energi må ikke forveksles med Mørkt stof.) I de mest accepterede teorier om Universet betragtes mørk energi som den femte af de fundamentale kræfter i universet.[kilde mangler]
De andre fundamentale kræfter i universet er stærk kernekraft og svag kernekraft, elektromagnetisme og gravitation. Mørk energi adskiller sig meget fra de ellers fire fundamentale kræfter i universet, men hvorfor mørk energi har de egenskaber, den har, vides ikke endnu. I mange fysiske teorier anslår man, at universet består af 75 procent mørk energi. Den resterende del af universet består af 21 procent mørk stof, de sidste 4 procent stof er det vi kalder "normalt" stof som alle mennesker, stjerner og galakser er lavet af. Ud fra observationer af galakser, tyder det på at mørk energi virker mere kraftigt, når der er en høj koncentration af det "normale stof" i et område af universet. Hvorfor mørk energi ændrer sig i forhold til koncentrationen af "normalt" stof vides ikke. 
Navnet mørk energi skal ikke tolkes som om at energien er mørk, men mere i retningen af "ukendt/usynlig energi".